# František Kmoch
František Kmoch (1. kolovoza 1848. - 30. travnja 1912.), dirigent i skadatelj.

## Život i karijera
František Kmoch rođen je u Zásmukyju kod Kolína u Češkoj. Otac mu je bio krojač i klarinetist koji je izvodio narodnu glazbu. František je već s 10 godina skladao manje komade.
Godine 1868. studirao je na Učiteljskom učilištu u Pragu, a već je godinu dana kasnije postao učitelj. Uz učiteljsko zanimanje nastavio se razvijati kao dirigent i skladatelj. Godine 1873. isključen je iz daljnjeg rada kao instruktor zbog navodnog zanemarivanja svojih dužnosti, ali nagađa se da je odluka bila politička budući da Kmoch nije skrivao svoje simpatije prema Sokolskom pokretu.
Godine 1868. postao je dirigent Sokolskog puhačkog orkestra u Kolínu . Tijekom Gimnastičkog festivala u Pragu 1873. njegov Orkestar nastupao je na ceremoniji otvaranja. Publika je srdačno prihvatila njihovu izvedbu od koje je veliki dio sadržavao Kmochov autorski dio.
Gradska glazbena organizacija u Kolínu također ga je odabrala za svog dirigenta te je odmah uz nju osnovao i glazbenu školu. Razni gradovi, uključujući Prag, pozvali su ga da postane dirigent svojih gradskih puhačkih orkestara, ali Kmoch je radije ostao u Kolínu. Sa svojim izvrsnim puhačkim orkestrom bio je na izletima u Beču, Budimpešti, Krakovu, pa čak i na tromjesečnom putovanju Rusijom . Umro je u Kolínu .

## Stil
Kao odgovor na vojne koračnice Austro-Ugarskog carstva, napisao je koračnice koje su bile duboko ukorijenjene u češku tradiciju, folklor i narodnu glazbu. U njegovim koračnicama, trio je gotovo uvijek bio potpomognut tekstom koji je mnogo značio u izražavanju češke nacionalne svijesti. 
U znak zahvalnosti, grad Kolín organizira Kmochův Kolín festival svake godine od 1961. godine, koji privlači istaknute puhačke orkestre iz cijele Europe među kojima su sudjelovali i hrvatski puhački orkestri. U gradskom parku Kolín stoji skulptura s likom Františeka Kmocha, a puhački orkestar u gradu i danas nosi njegovo ime. 

## Vanjske poveznice
- Kratka biografija
- Pečat